# Météorisation (géologie)
Pour les articles homonymes, voir Météorisation.

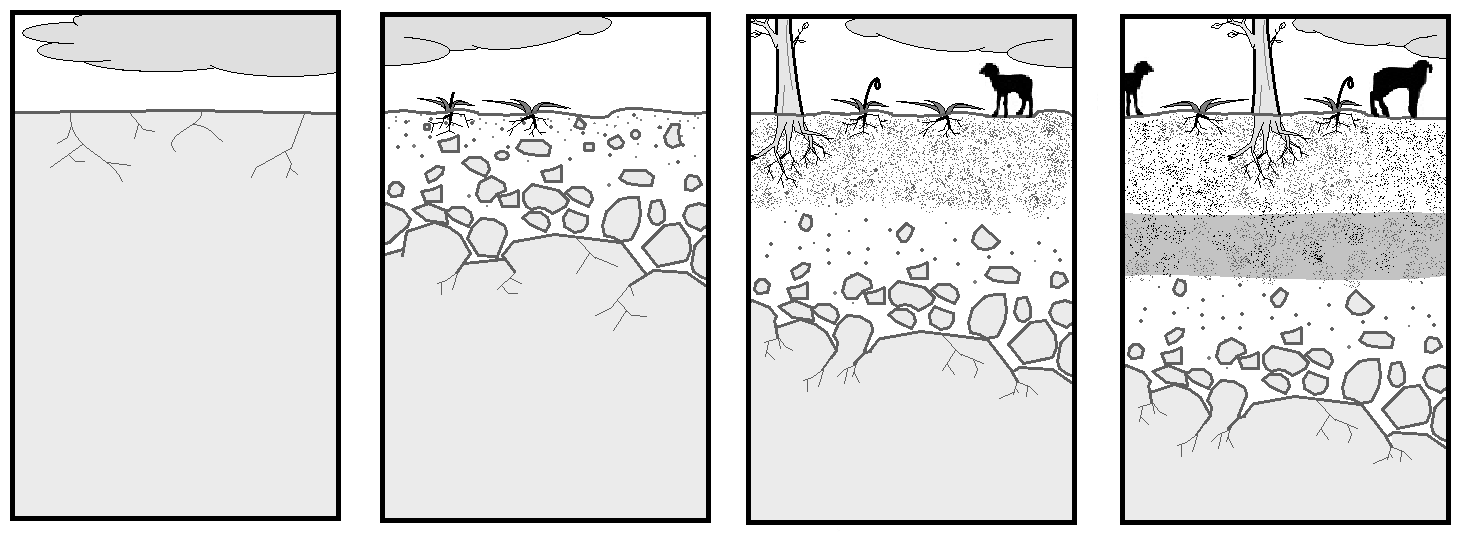
Différentes étapes de la formation d'un sol (pédogénèse) : de la météorisation de la roche-mère à l'évolution de l'enrichissement en humus et de la pédofaune.

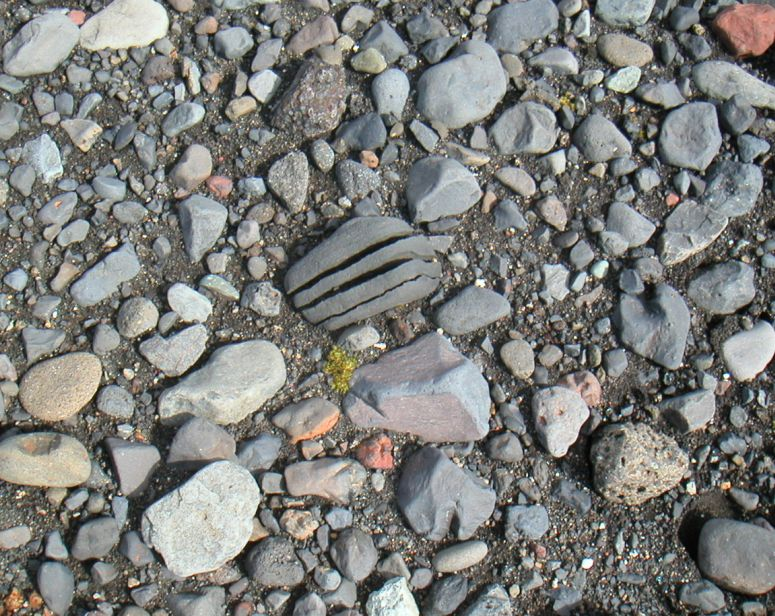
Gélifraction d'un galet de basalte après cinq années d'exposition à la météorisation, Solheimajökull, Islande.

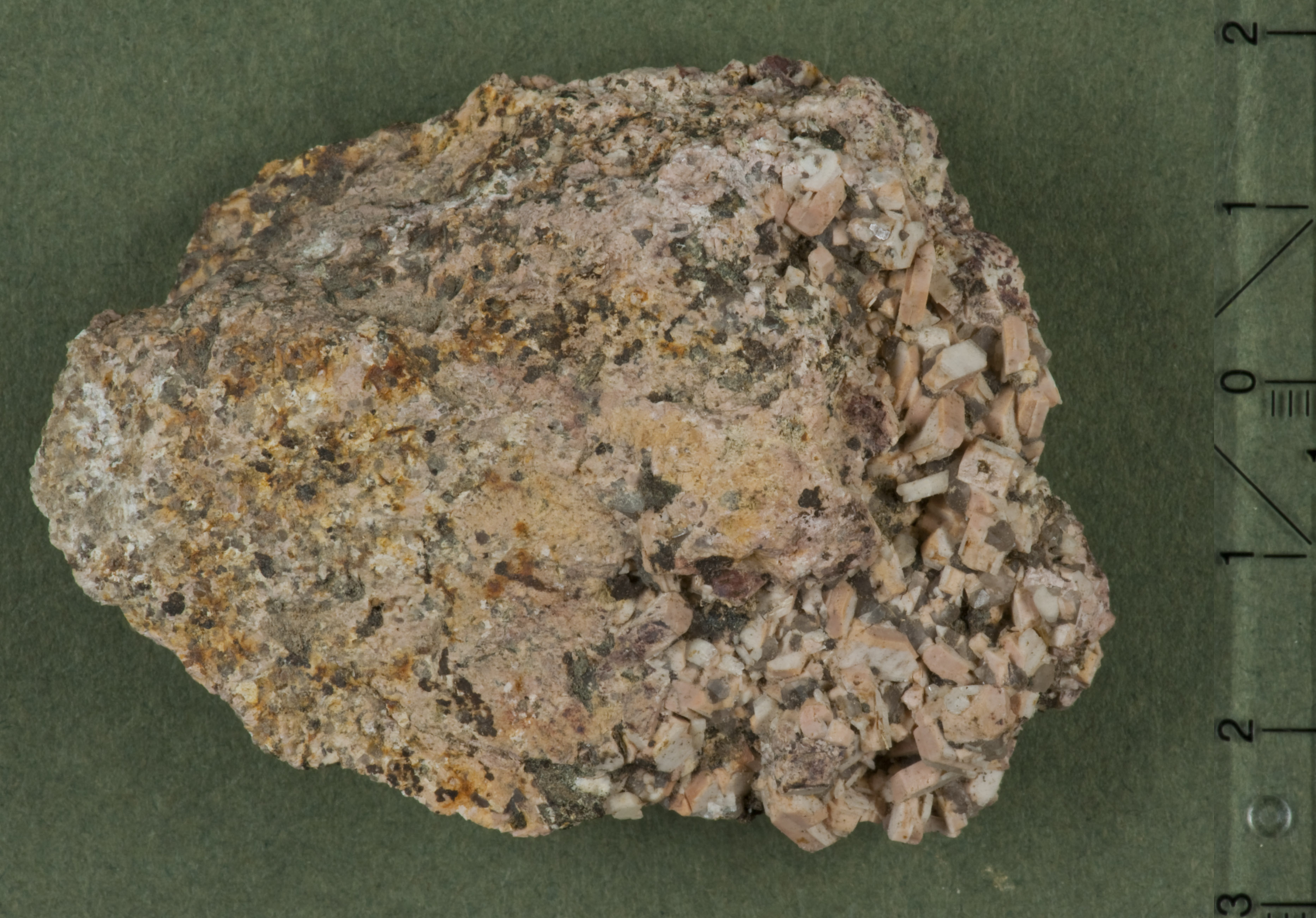
Auréoles de rouille dans un granite altéré. Cette teinte brunâtre est généralement due à la diffusion d'hydroxyde de fer du type limonite, liée à la décomposition des minéraux ferrifères (biotite, pyrite).

En géomorphologie, la météorisation, appelée aussi altération météorique, altération atmosphérique ou altération climatique, est l’ensemble des processus mécaniques, physico-chimiques ou biologiques de réduction élémentaire des roches et des minéraux à la surface de la Terre par les agents météoriques (appelés aussi météores, il s'agit principalement de l'eau, des gaz atmosphériques et des variations de température), mécaniques ou biologiques ; ils constituent la réponse des minéraux d’une roche pour trouver un équilibre s’ajustant avec les conditions d’eau et d’air à la surface terrestre. Cette attaque de la roche en place s'effectue au contact de l'atmosphère ou à son voisinage, et les phénomènes météorologiques en contrôlent étroitement la marche. Aussi la qualifie-t-on de météorisation, pour la distinguer de l'érosion qui implique un transport.

## Vocabulaire, étymologie
Ce terme est la traduction de l'anglais weathering et de l'allemand Verwitterung, il a été proposé par Jean Tricart et André Cailleux en 1955 sur le modèle du terme portugais meteorização. Les phénomènes biologiques avaient été exclus de la définition originelle proposée par ces auteurs, considérant qu'ils ressortaient plutôt du domaine de la pédologie.

## Étapes
La météorisation, dans son ensemble, est une combinaison de phénomènes de destruction et de synthèse s'effectuant via tout ou partie des trois grandes catégories de processus suivants :

### Processus mécaniques
Ces processus entraînent un débitage ou une désagrégation de la roche en matériaux de taille plus réduite, mais sans changement appréciable dans la composition chimique ou minéralogique ; suivant Roger Coque, on y regroupe les fragmentations d’origine thermique (la cryoclastie sensu lato et la thermoclastie) et les fragmentations d’origine hydrique (haloclastie et hydroclastie), les auteurs anglo-saxons y ajoutant les phénomènes de détente (exfoliation).

### Processus physico-chimique
Dit aussi processus d’altération, il provoque une transformation de la roche saine en produits secondaires, c’est-à-dire une modification irréversible des propriétés physiques et chimiques des roches et minéraux. Le principal agent de météorisation physico-chimique est l’eau atmosphérique qui agit à la fois comme un réactif chimique, comme un vecteur de transmission d’autres réactifs (le transport de dioxyde de carbone par exemple) et comme un agent d’évacuation des produits libérés par la météorisation (solutés). Certains auteurs, souvent géologues, restreignent la météorisation à cette seule altération physico-chimique des roches : la météorisation est alors un processus supergène (de surface et d’origine externe) par lequel les minéraux primaires, d’origine magmatique, métamorphique ou sédimentaire, rendus instables dans la partie supérieure de la croûte, sont détruits et remplacés par des minéraux secondaires plus stables et généralement associés avec une nouvelle porosité.
Depuis l'ère industrielle, la pollution acide et parfois artificiellement saline de l'air et des pluies est source d'une forme particulière de dégradation des monuments faits de pierre et mortiers calcaires.

### Processus biologiques

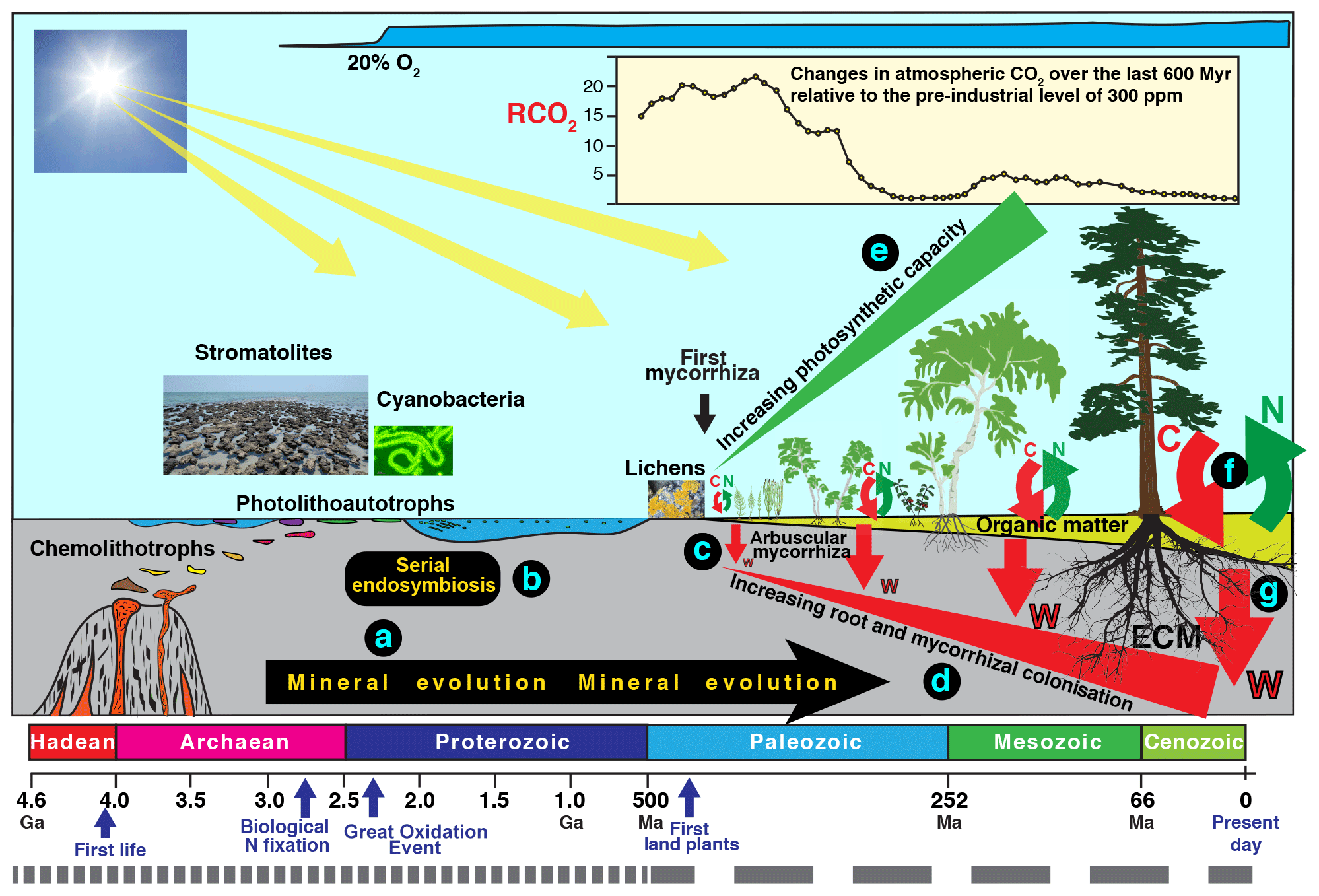
Rôle évolutif et écologique majeur des mycorhizes dans le processus de biométéorisation.

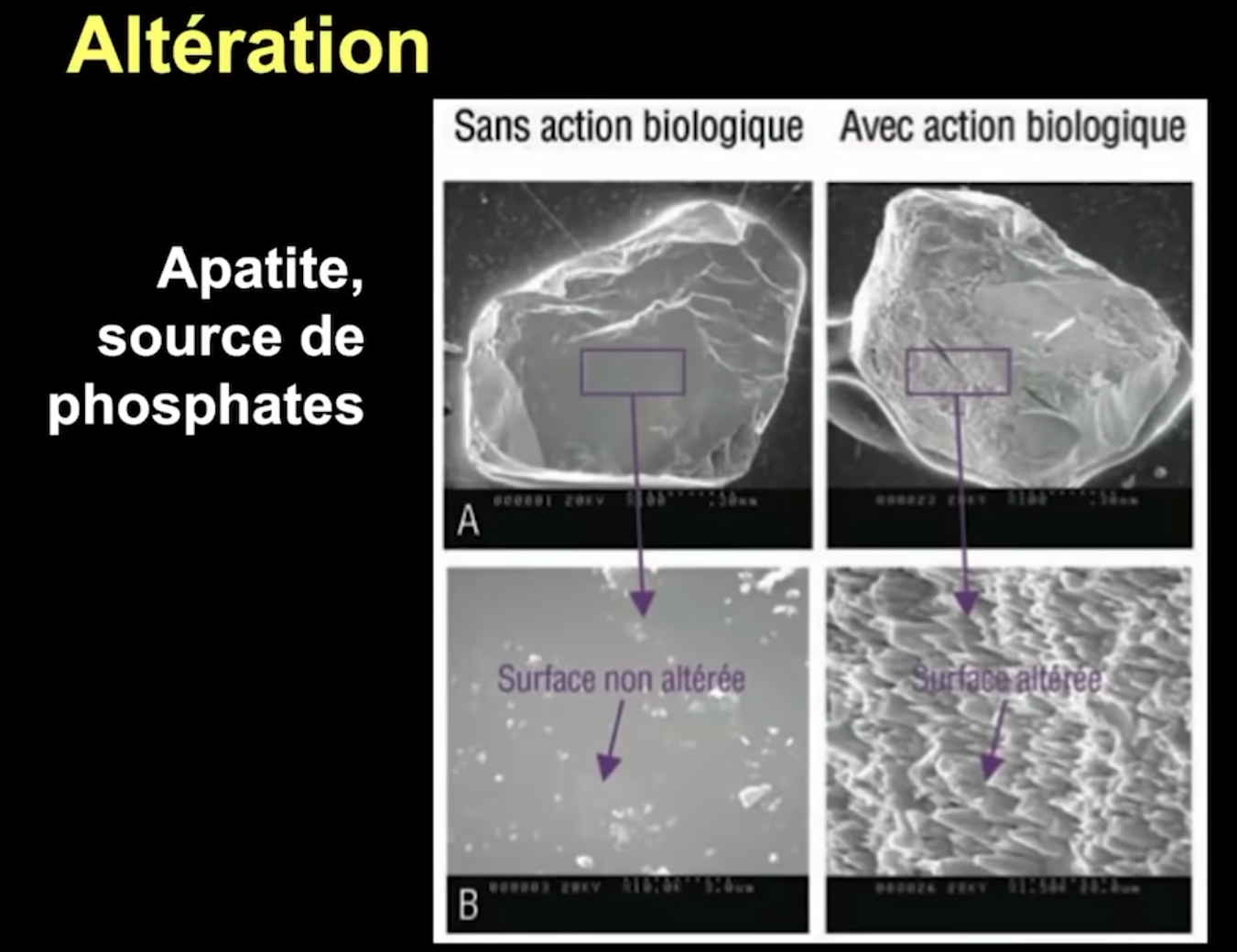
Altération biogéochimique de grains d'apatite dans le sol. Les agents de dégradation biologique (bactéries, mycorhizes, micro-algues, lichens) amplifient la dissolution du minéral comme le montre sa surface grêlée, par différents mécanismes agissant seuls ou en complément selon les espèces en cause et les conditions du sol : production d'acides organiques ou inorganiques (acidolyse, complexolyse et rédoxolyse), par production de sidérophores, par modification des conditions pH et redox du milieu, ou par formation d'un biofilm à la surface du minéral accentuant son altération,,.

La météorisation biologique, appelée aussi biométéorisation, est la désagrégation physique ou chimique de la roche causée par des organismes vivants tels que les plantes, les lichens, les animaux, les bactéries et les champignons (notamment les mycorhizes) qui sécrètent des acides organiques, ou par des acides humiques provenant de la décomposition des matières organiques dans le sol.
Qu’elles soient mécaniques (fragmentation par l’action disjonctante des racines d'arbres ou autres plantes, par les forces tractrices exercées par les rhizines des lichens, par la pression exercée par l’augmentation de la biomasse des colonies fongiques avec leur mycélium occupant les fissures des minéraux ou, autre exemple, désagrégation granulaire par la radula des mollusques), ou qu’elles soient biochimiques par le biais de la respiration (libération de CO2, qui est un gaz acidifiant, étant source d'acide carbonique) ou des sécrétions enzymatiques des micro-organismes ou des mycéliums.

## Aspects colorimétriques
La météorisation des surfaces rocheuses se traduit notamment et souvent par un changement de couleur ou une décoloration superficielle de la roche.
Cette enveloppe colorée est appelée « cortex de météorisation » ; elle peut servir à dater la durée d'exposition d'une roche ou l'âge d'un dépôt (via la corticométrie).

## Galerie

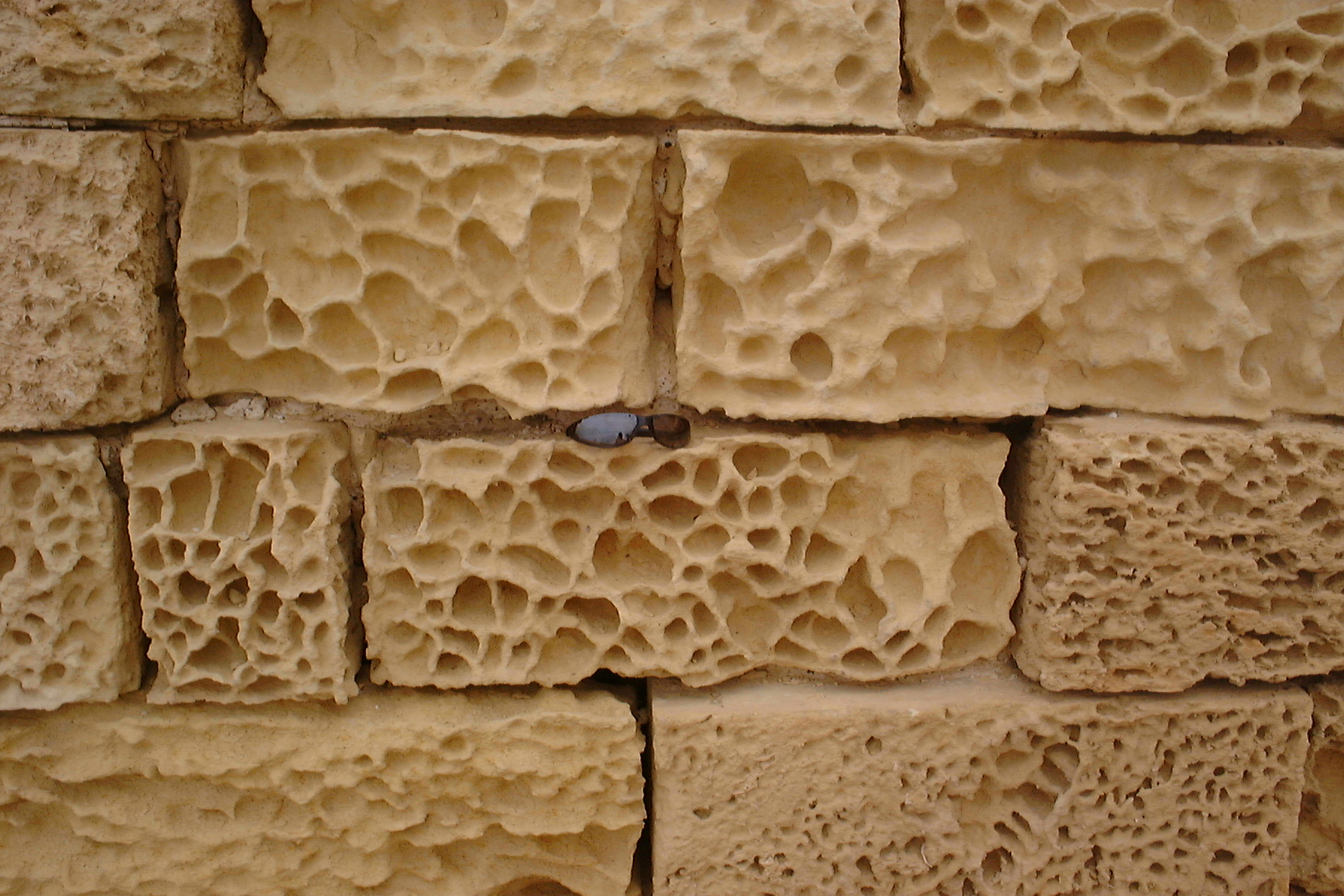
Dissolution météorique d'appareillages de pierre sur l'île de Gozo (Malte).
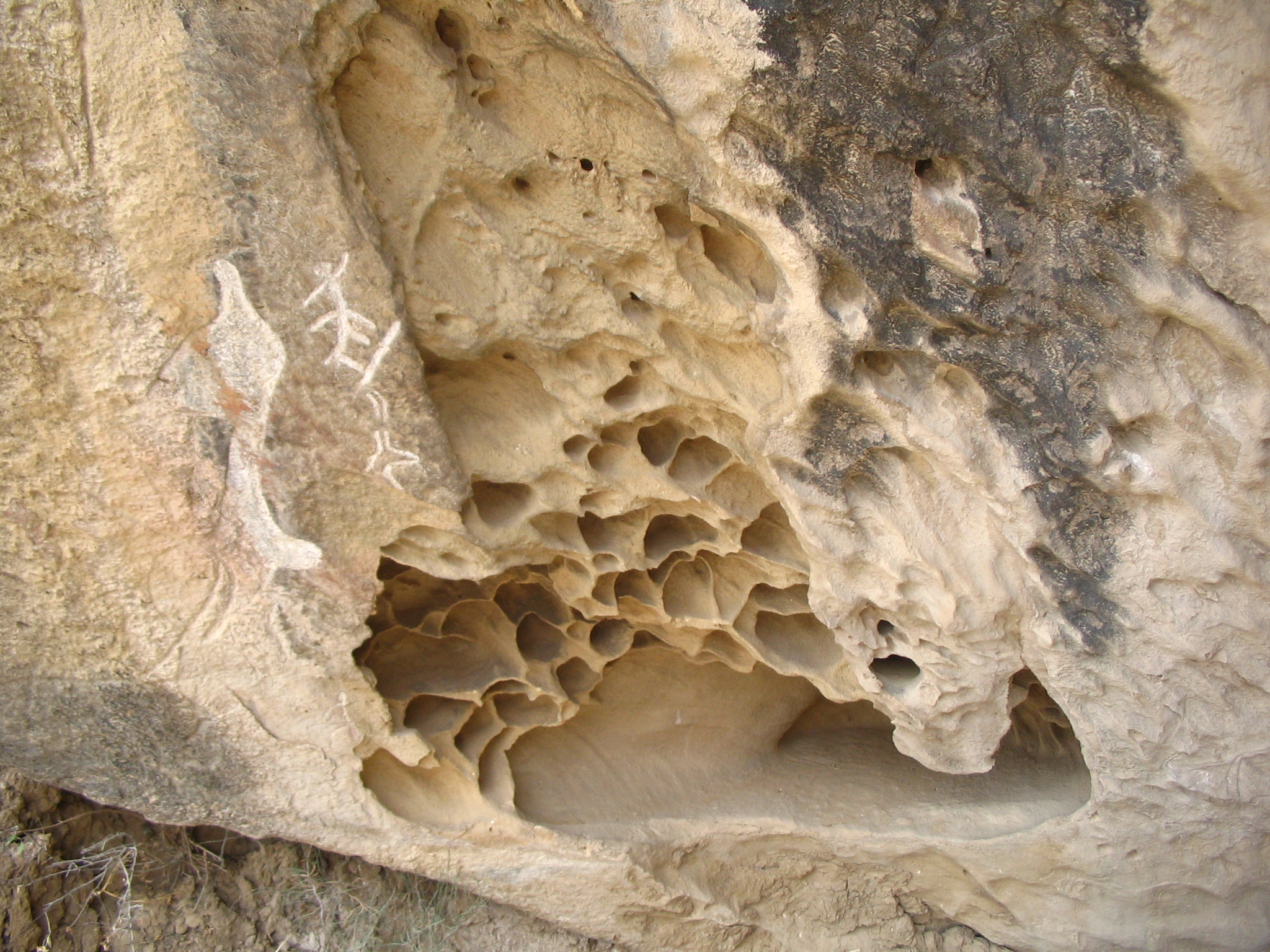
Vacuoles issues de météorisation par le sel, roche calcaire près de Qobustan (Azerbaïdjan).
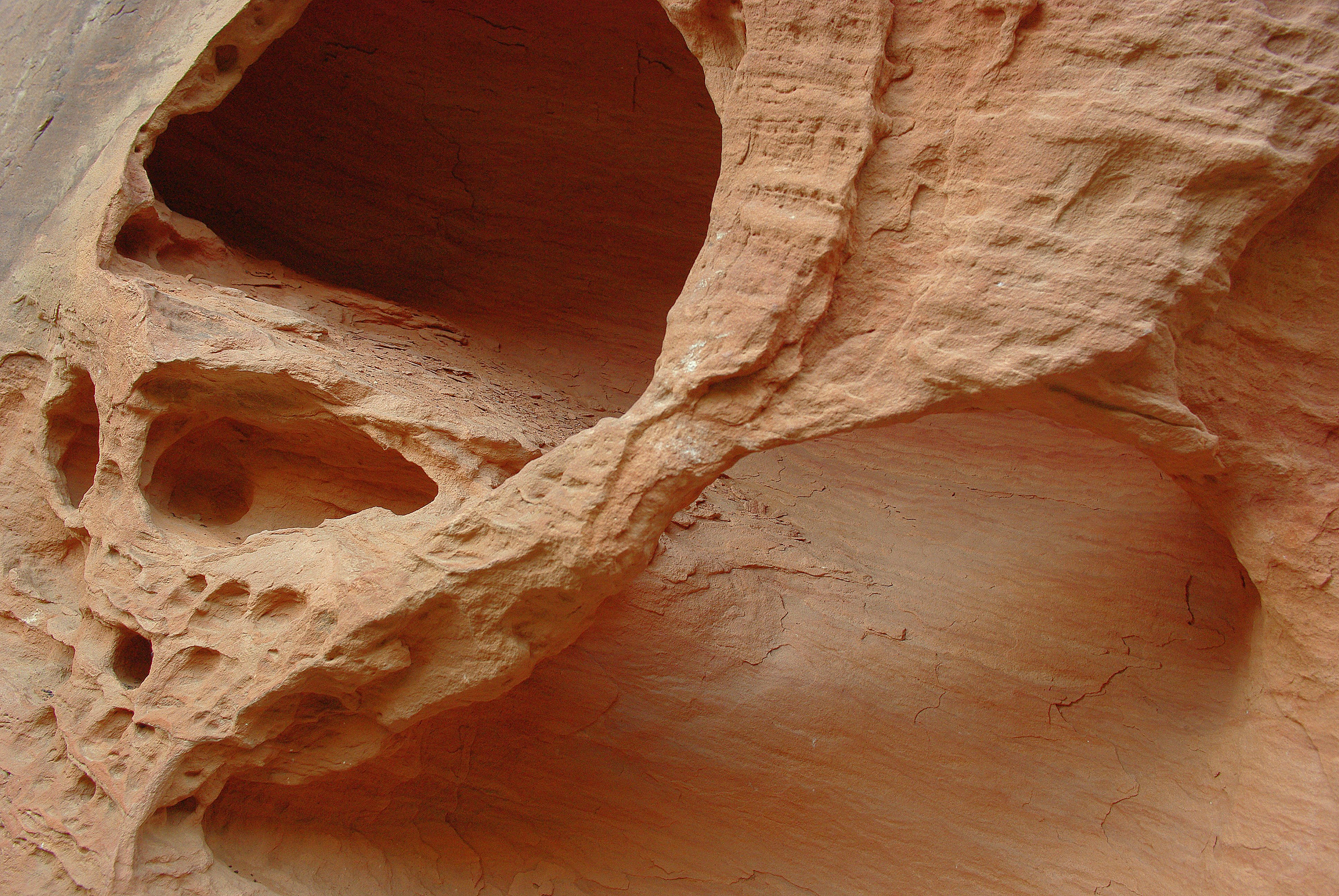
Calcaire Permien près de Sedona (Arizona).
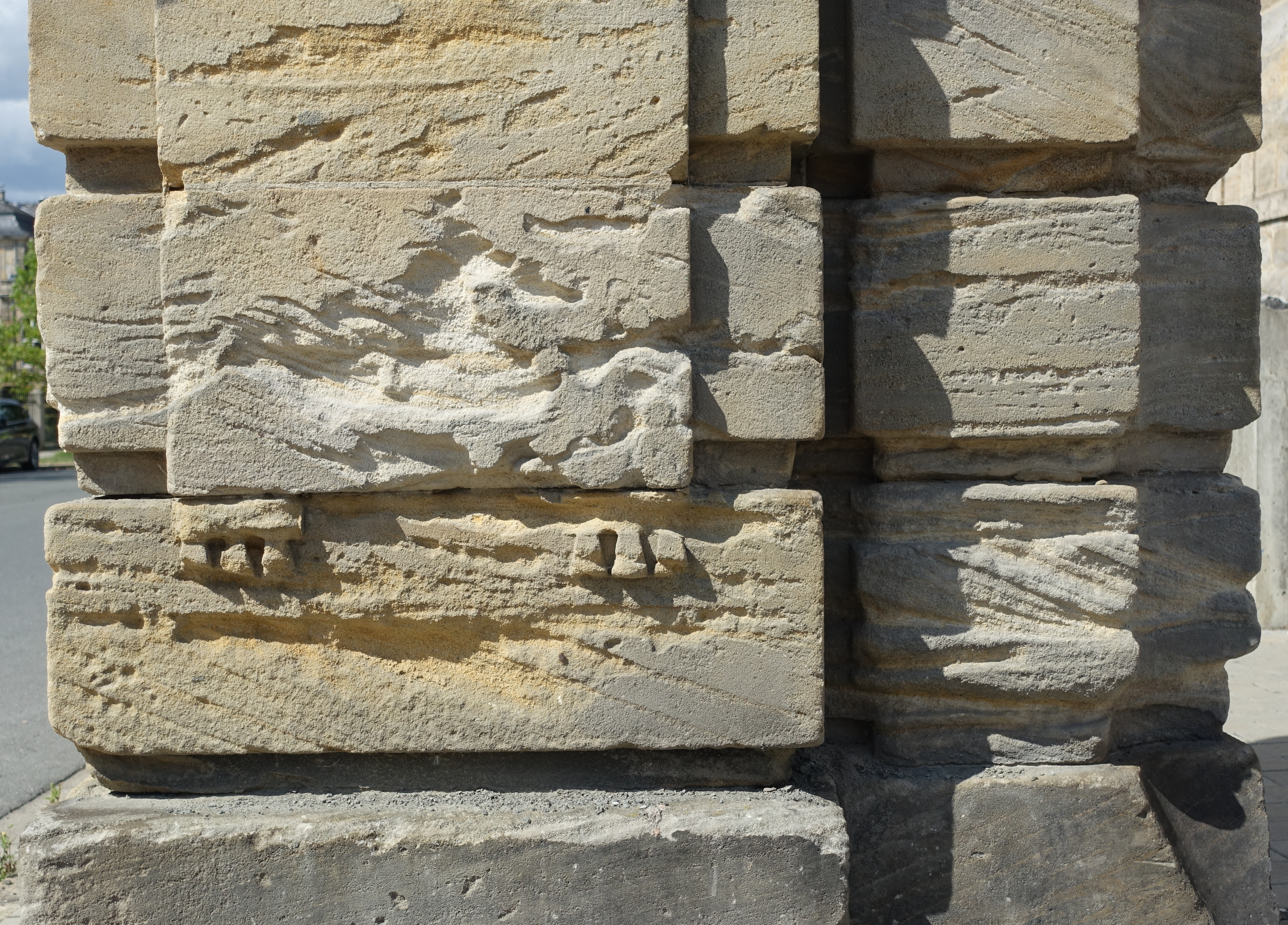
Météorisation sur un poteau de grès (Bayreuth, Allemagne).
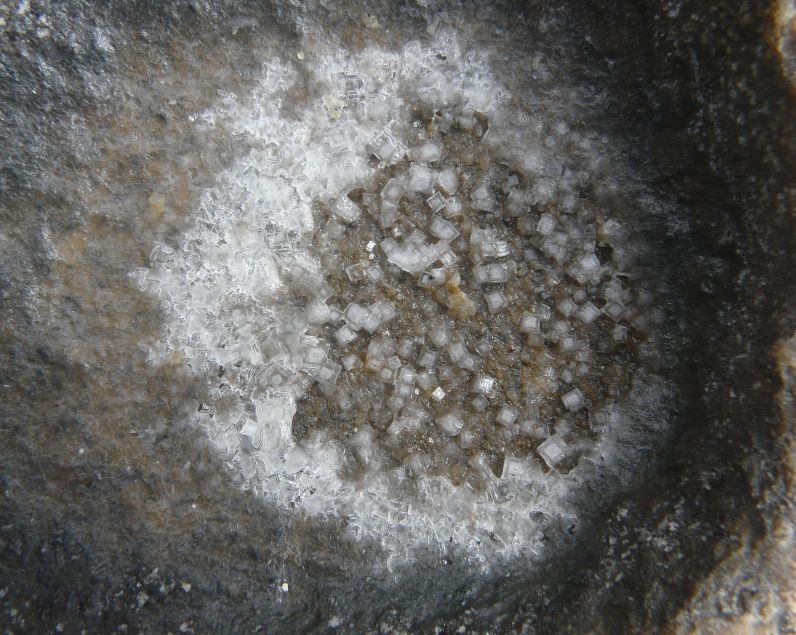
Météorisation par les sels sur le littoral corse (Campomoro-Senetosa).

Météorisation et pollution acide de l'air : 

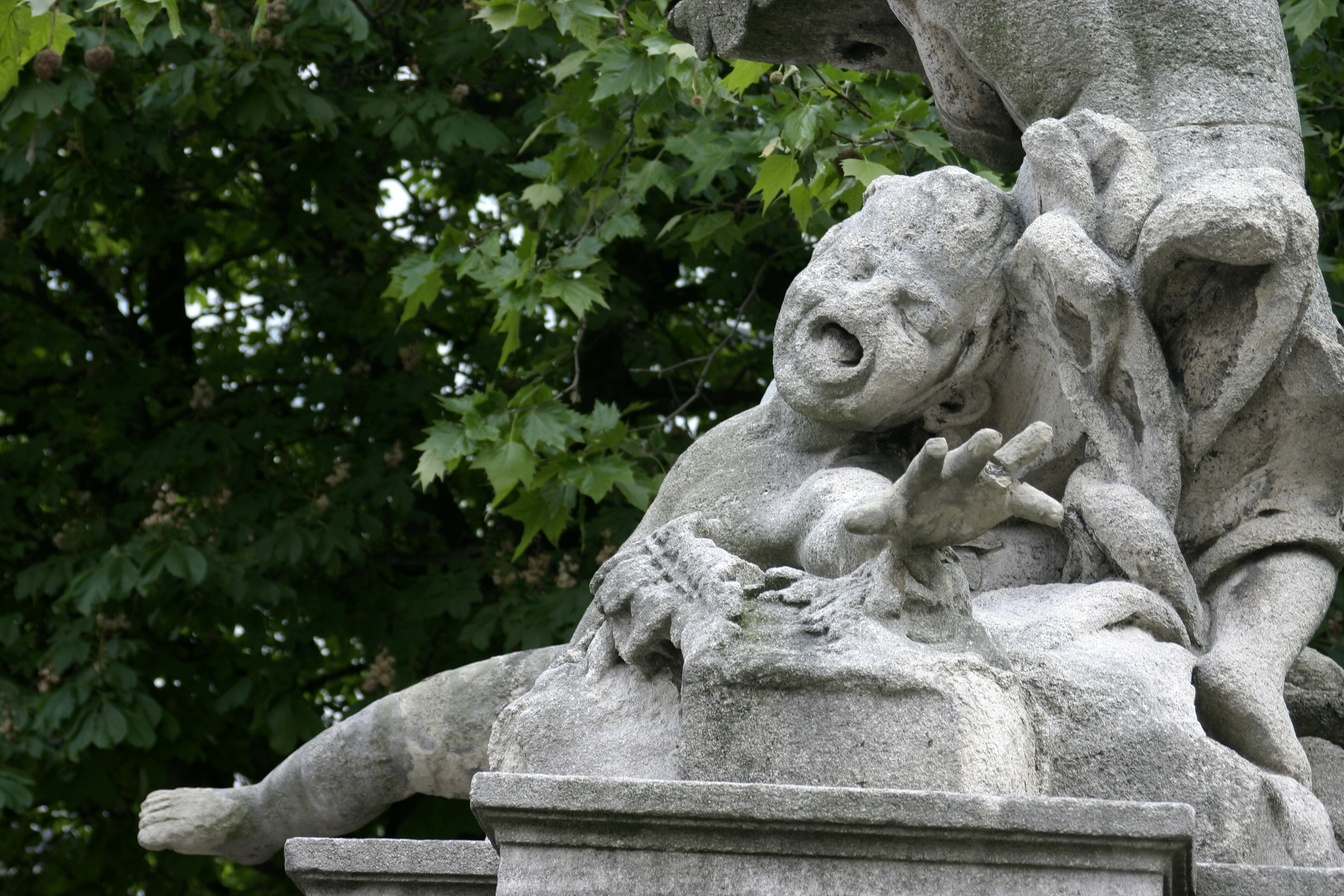
Météorisation par pollution de l'air et pluies acides (sur statues de pierre calcaire).
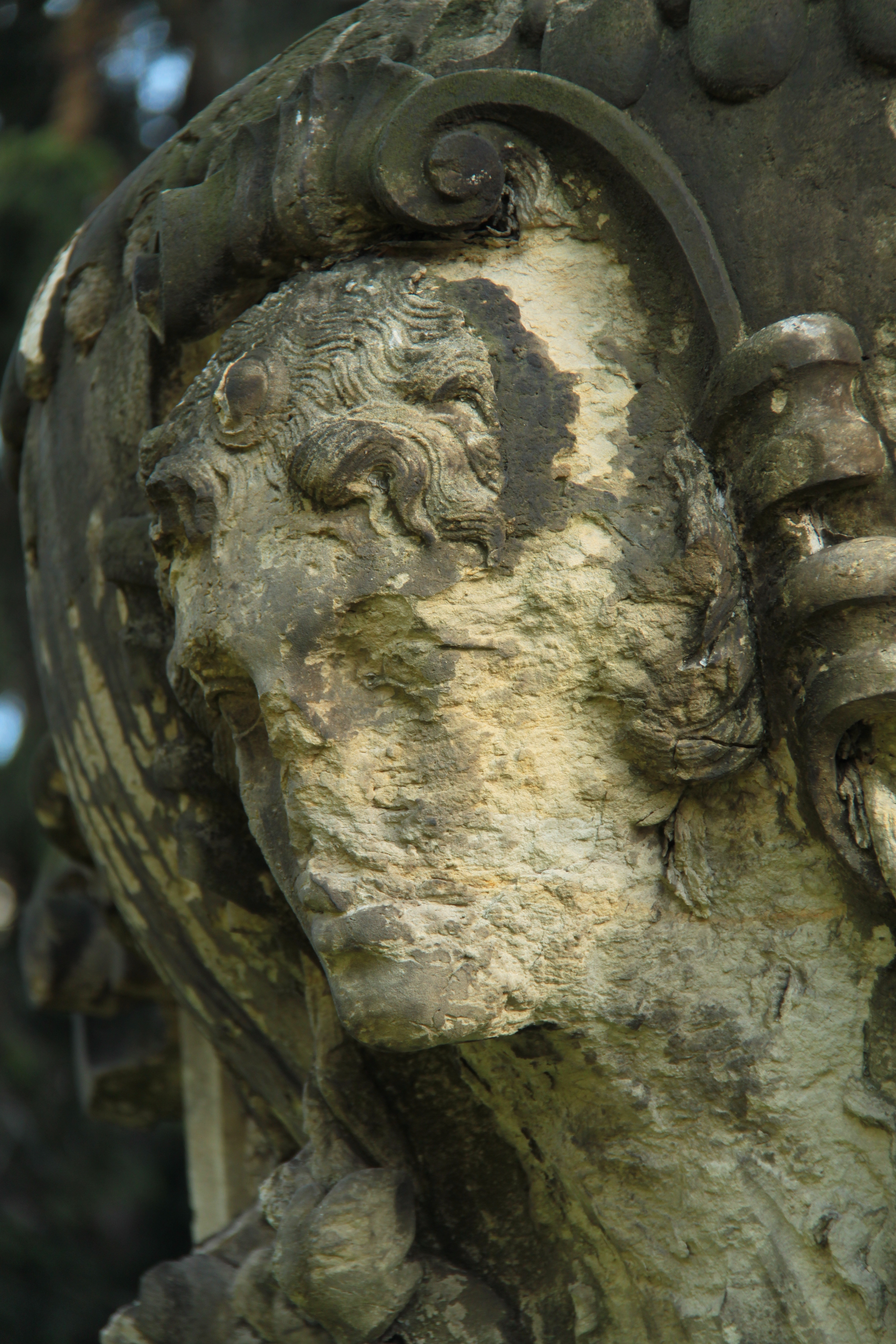
Météorisation sur grès (Dresde, Allemagne).